# Veľký Folkmar
Veľký Folkmar és un poble i municipi d'Eslovàquia. Es troba a la regió de Košice, a l'est del país.

## Història
La primera referència escrita de la vila data del 1336.

## Demografia
| Godina             | 1994 | 2004   | 2014   | 2024   |
| ------------------ | ---- | ------ | ------ | ------ |
| Nombre de persones | 916  | 927    | 909    | 873    |
| Diferència         |      | +1,20% | −1,94% | −3,96% |

| Godina             | 2023 | 2024   |
| ------------------ | ---- | ------ |
| Nombre de persones | 876  | 873    |
| Diferència         |      | −0,34% |